# Acanthodactylus maculatus
Acanthodactylus maculatus là một loài thằn lằn trong họ Lacertidae. Loài này được Gray mô tả khoa học đầu tiên năm 1838.